# Vogon
De Vogons zijn een fictief buitenaards ras uit de Het Transgalactisch Liftershandboek-serie van Douglas Adams. Ze komen van de planeet Vogsphere.
Ze zijn berucht om hun regelzucht en hun dichtkunst.

## Omschrijving
Vogons zijn humanoïde wezens met een groene huid. Ze zijn qua lengte net zo groot als mensen, maar hebben een dikkere omvang. Hun neuzen zitten boven hun wenkbrauwen. 
In het Liftershandboek zelf worden Vogons omschreven als het meest onplezierige ras uit het melkwegstelsel. Ze zijn niet kwaadaardig, maar hebben een slecht humeur en zijn erg gesteld op bureaucratie. Ze komen zelfs een in gevaar verkerend familielid niet te hulp als ze daar niet expliciet orders voor krijgen via allerlei bureaucratische procedures. De gids waarschuwt lezers tevens dat ze een Vogon nooit mogen toestaan zijn gedichten aan hen voor te lezen.
In de serie wordt verder onthuld dat toen de eerste Vogons uit zee kropen, de krachten achter de evolutie zo geschokt waren door hun monsterlijke uiterlijk dat ze de Vogons niet toestonden nog verder te evolueren. Desondanks overleefden de Vogons door een niet functionerende lever te vervangen door hersenen. Daarna migreerden ze massaal naar het Brantisvogon sterrencluster, alwaar ze het grootste gedeelte van de galactische bureaucratie vormen. Ook beheren ze de Vogon Constructor Fleets, die tot doel hebben planeten op te blazen om plaats te maken voor toekomstige projecten. Een van deze vloten was verantwoordelijk voor de vernietiging van de aarde.

## Dichtkunst
Vogon dichtkunst wordt in de serie omschreven als “de op twee na ergste dichtkunst in het universum”. Het enige wat men ooit van deze Vogon dichtkunst te horen krijgt is een klein stukje dat wordt voorgedragen door een Vogon genaamd Jeltz. Dit stuk bestaat grotendeels uit nonsenspoëzie. Hij gebruikt dit gedicht om Arthur Dent en Ford Prefect te martelen.
Volgens de gids is luisteren naar Vogongedichten al menig luisteraar fataal geworden. 

## Bekende Vogons
Er zijn twee Vogons wier naam bekend wordt in de boekenreeks.
JeltzDe kapitein van de vloot die verantwoordelijk was voor de vernietiging van de aarde. Jeltz is zelfs naar Vogonmaatstaven erg sadistisch en wreed. Hij houdt ervan om planeten op te blazen en zijn ondergeschikten hardhandig te commanderen. Zelfs voor andere Vogons is hij een walgelijk wezen om te aanschouwen.
MownJeltz' zoon. Hij is in tegenstelling tot andere Vogons in staat symapthie te voelen voor anderen. Dit maakt dat hij in het zesde (en niet door Douglas Adams geschreven) boek de planeet Nano behoedt voor vernietiging door de Vogons.

## Ruimteschepen
De ruimteschepen van de Vogons maken meestal onderdeel uit van de Constructor Fleets. De schepen worden in de boeken omschreven als groot en geel (een variatie op de bulldozers die eerder in het verhaal Arthurs huis bedreigen). In de film zijn ze echter zwart, en zien eruit als zwevende rechthoeken. Ze kunnen reizen door hyperruimte en zijn niet te detecteren via radar. 
In de televisieserie zien de schepen eruit als slagschepen, maar met een platte bodem van waaruit de laser wordt afgevuurd naar een planeet.